# Capillaire lymphatique
Les capillaires lymphatiques (ou vaisseaux lympho-capillaires) sont les vaisseaux initiaux de la circulation lymphatique.

## Description
Les capillaires lymphatiques ont un diamètre compris entre 10 et 60 µm et sont plus larges que les capillaires sanguins. Leur trajet est irrégulier et sinueux et se terminent en cul-de-sac..
Leur paroi est constituée d'une seule couche de cellules endothéliales sans membrane basale continue et sans péricytes.
Ils sont présents dans presque tous les tissus vascularisés en particulier la peau, les muqueuses, et les muscles squelettiques..

## Anatomie fonctionnelle
La paroi est perméable aux macromolécules et aux cellules et ils peuvent absorber des particules jusqu'à 100 nm de diamètre. Cette absorption est déclenchée par l'augmentation de la pression interstitielle.
Ils sont pourvus de valvules primitives empêchant le reflux de la lymphe.
Leurs fonctions est le drainage du liquide interstitiel en excès et le maintien de l'homéostasie.
En permettant aux cellules immunitaires comme les lymphocytes d'entrer dans le système lymphatique, ils jouent un rôle important dans la défense immunitaire.
Au niveau de l'intestin grêle, ils permettent l'absorption des lipides digérés, pour cette raison ils sont nommés dans cette zone capillaires chylifères.
Les capillaires lymphatiques convergent pour former des vaisseaux lymphatiques de plus grande taille.

## Aspect clinique
Une défaillance de système lymphatique par obstruction entraîne un lymphœdème.
Les phénomènes inflammatoire et infectieux entraîne l'apparition d’œdème par surcharge du système de drainage.